# Margaret Booth (productrice)
Cet article concerne la productrice américaine de films. Pour la juge britannique, voir Margaret Booth (juge).
Margaret Booth est une monteuse et productrice américaine, née le 16 janvier 1898 à Los Angeles, où elle meurt le 28 octobre 2002.

## Biographie
Assistante monteuse sur Les Deux Orphelines de D. W. Griffith en 1921, Margaret Booth devient monteuse à part entière en 1923 ; elle contribue ainsi à quarante-trois films américains (produits principalement par la Metro-Goldwyn-Mayer) jusqu'en 1936, notamment sur deux réalisations de George Cukor, Roméo et Juliette (avec Norma Shearer et Leslie Howard) et Le Roman de Marguerite Gautier (avec Greta Garbo et Robert Taylor).
Parmi ses autres films notables de cette première période, citons La Veuve joyeuse d'Erich von Stroheim (version muette de 1925, avec Mae Murray et John Gilbert), La Belle Ténébreuse de Fred Niblo (1928, avec Greta Garbo et Conrad Nagel), Mademoiselle volcan de Victor Fleming (1933, avec Jean Harlow et Lee Tracy), ou encore Les Révoltés du Bounty de Frank Lloyd (version de 1935, avec Clark Gable et Charles Laughton).
En 1938, sur Vive les étudiants de Jack Conway, puis en 1939, sur Le Magicien d'Oz de Victor Fleming, Margaret Booth devient superviseuse au montage, fonction qu'elle exerce à nouveau sur treize autres films, entre 1951 (deux films, dont La Charge victorieuse de John Huston) et 1982 (Annie du même John Huston). Dans l'intervalle, elle collabore notamment à Gigi de Vincente Minnelli (1958) et Nos plus belles années de Sydney Pollack (1973). Signalons également sa contribution non créditée au montage de Ben-Hur de William Wyler (1959).
Par ailleurs, entre 1978 et 1985 (à 87 ans), elle est productrice (associée ou exécutive) de six films, dont Annie pré-cité.
En 1936, Margaret Booth obtient une nomination à l'Oscar du meilleur montage pour Les Révoltés du Bounty. Et en 1978, un Oscar d'honneur lui est décerné pour l'ensemble de sa carrière de monteuse.
Margaret Booth meurt centenaire (à 104 ans) en 2002.

## Filmographie partielle
(comme monteuse, sauf mention contraire ou complémentaire)
- 1921 : Les Deux Orphelines (Orphans of the Storm) de D. W. Griffith (assistante-monteuse)
- 1923 : The Wanters de John M. Stahl
- 1924 : Why Men leave Home de John M. Stahl
- 1925 : La Veuve joyeuse (The Merry Widow) de Erich von Stroheim
- 1926 : The Gay Deceiver de John M. Stahl
- 1927 : L'Ennemie (The Enemy) de Fred Niblo
- 1927 : In Old Kentucky de John M. Stahl
- 1928 : La Famille Illico (Bringing Up Father) de Jack Conway
- 1928 : Les Nouvelles Vierges (Our dancing daughters), de Harry Beaumont
- 1928 : Tu te vantes (Telling the World) de Sam Wood
- 1928 : La Belle Ténébreuse (The Mysterious Lady) de Fred Niblo
- 1928 : Au fil de la vie (A Lady of Chance) de Robert Z. Leonard
- 1929 : The Bridge of San Luis Rey de Charles Brabin
- 1929 : Wise Girls d'E. Mason Hopper
- 1930 : A Lady's Morals de Sidney Franklin
- 1930 : Le Chant du bandit (The Rogue Song) de Lionel Barrymore
- 1930 : New Moon de Jack Conway
- 1930 : Rédemption (Redemption) de Fred Niblo et Lionel Barrymore
- 1930 : Strictly Unconventional de David Burton
- 1931 : The Prodigal d'Harry A. Pollard
- 1931 : Fille de luxe (Five and Ten) de Robert Z. Leonard
- 1931 : La Courtisane (Susan Lenox - Her Fall and Rise) de Robert Z. Leonard
- 1931 : Rumba d'amour (The Cuban Love Song) de W. S. Van Dyke
- 1932 : Strange Interlude de Robert Z. Leonard
- 1932 : Dans la nuit des pagodes (The Son-Daughter) de Clarence Brown
- 1932 : Chagrin d'amour (Smilin' Through) de Sidney Franklin
- 1933 : La Sœur blanche (The White Sister) de Victor Fleming
- 1933 : Le Tourbillon de la danse (Dancing Lady) de Robert Z. Leonard
- 1933 : Mademoiselle volcan (Bombshell) de Victor Fleming
- 1933 : Storm at Daybreak de Richard Boleslawski
- 1934 : Quand une femme aime (Riptide) de Edmund Goulding
- 1934 : Miss Barrett (The Barretts of Whimpole Street) de Sidney Franklin
- 1935 : Les Révoltés du Bounty (Mutiny on the Bounty) de Frank Lloyd
- 1935 : Imprudente Jeunesse (Reckless) de Victor Fleming
- 1936 : Roméo et Juliette (Romeo and Juliet) de George Cukor
- 1936 : Le Roman de Marguerite Gautier (Camille) de George Cukor
- 1938 : Vive les étudiants (A Yank at Oxford) de Jack Conway (superviseuse au montage)
- 1939 : Le Magicien d'Oz (The Wizard of Oz) de Victor Fleming (superviseuse au montage)
- 1951 : La Charge victorieuse (The Red Badge of Courage) de John Huston (superviseuse au montage)
- 1951 : Au-delà du Missouri (Across the Wide Missouri) de William A. Wellman (superviseuse au montage)
- 1958 : Gigi de Vincente Minnelli (superviseuse au montage)
- 1959 : Ben-Hur de William Wyler
- 1970 : La Chouette et le Pussycat (The Owl and the Pussycat) de Herbert Ross (superviseuse au montage)
- 1972 : La Dernière Chance (Fat City) de John Huston (superviseuse au montage)
- 1973 : Nos plus belles années (The Way We Were) de Sydney Pollack (superviseuse au montage)
- 1975 : The Sunshine Boys d'Herbert Ross (superviseuse au montage)
- 1976 : Un cadavre au dessert (Murder by Death) de Robert Moore (superviseuse au montage)
- 1977 : Adieu, je reste (The Goodbye Girl) de Herbert Ross (superviseuse au montage)
- 1978 : California Hôtel (California Suite) de Herbert Ross (superviseuse au montage)
- 1980 : Comme au bon vieux temps (Seems Like Old Times) de Jay Sandrich (superviseuse au montage et productrice associée)
- 1982 : Le Jouet (The Toy) de Richard Donner (productrice associée)
- 1982 : Annie de John Huston (superviseuse au montage et productrice exécutive associée)
- 1985 : Match à deux (The Slugger's Wife) de Hal Ashby (productrice exécutive)

## Distinctions (sélection)

### Récompense
- 1978 : Oscar d'honneur pour sa contribution à l'art du montage.

### Nomination
- 1938 : Oscar du meilleur montage pour Les Révoltés du Bounty.